# 서천한산모시문화제
서천한산모시문화제는 대한민국 충청남도 서천군의 주최와 한산모시문화제추진위원회주관으로 진행되는 문화관광 축제이다.
1989년 저산문화제를 1회로 시작으로 1998년 제9회 대회를 맞아 전국 18대 관광문화제, 충청남도 3대 문화제로 선정되었다. 이에 따라 원래는 저산문화제였던 명칭을 한산모시문화제로 바꾸었으며, 2018년 올해 '천오백년을 이어온 한산모시의 바람' 을 주제로 제29회 한산모시문화제를 맞았다.
대한민국 중요무형문화재 제 14호와 유네스코 인류무형문화유산으로 지정된 한산모시를 기반으로 한산모시 베틀쇼, 한산모시짜기 체험, 한산모시 패션쇼 등 다양한 행사가 진행된다. 한편 2015년 메르스로 인해 축제는 개최되었으나, 한산모시 패션쇼는 진행되지 않았다.

## 수상 내역
- 문화체육관광부에서 지정하는 2016년 문화관광 '유망'축제로 선정[4]
- 문화체육관광부에서 지정하는 2018년 문화관광 ‘유망’축제로 선정[5]
- 문화체육관광부에서 지정하는 10년 동안(우수축제 2회, 유망축제 8회) 문화축제로 선정[6]